# Slatina de Mureș
Slatina de Mureș – wieś w Rumunii, w okręgu Arad, w gminie Bârzava. W 2011 roku liczyła 185 mieszkańców. 